# Василевскис, Микус
Микус Василевскис (латыш. Mikus Vasiļevskis; род. 29 мая 2003, Рига) — латвийский футболист, защитник клуба «Метта».

## Карьера
Воспитанник футбольного клуба «Метта». Вместе с юношескими командами 2003 года рождения успешно выступал как на местных, так и на международных турнирах. За основную команду дебютировал 20 апреля 2022 года в матче против юрмальского «Спартака». Затем продолжил выступать в Первой Лиге за фарм-клуб «Скансте». В матче 30 июля 2022 года за вторую команду забил дебютный гол против «Албертса». Затем стал снова подтягиваться к играм с основной командой. Окончил сезон на девятом предпоследнем месте в турнирной таблице, отправившись в стыковые матчи. По итогу стыковых матчей против клуба «Гробиня» смогли сохранить прописку в высшем дивизионе.
Первый матч в новом сезоне футболист сыграл 2 апреля 2023 года против клуба «Тукумс 2000». В рамках 1/8 финала Кубка Латвии в матче 16 июля 2023 года в стадии серии пенальти уступили клубу «Лиепая». Дебютный гол за клуб забил 21 июля 2023 года в матче против клуба «Супер Нова». По итогу сезона закончил чемпионат на предпоследнем итоговом месте в зоне переходных матчей. По итогу стыковых матчей футболист вместе с клубом победили клуб «Скансте» и сохранили прописку в чемпионате.
Новый сезон футболист начал 10 марта 2024 года в матче против клуба «Валмиера», выйдя замену на 58 минуте.

## Международная карьера
В августе 2019 года дебютировал за юношескую сборную Латвии до 17 лет. В октябре 2019 года отправился вместе со сборной на квалификационные матчи юношеского чемпионата Европы до 17 лет. В июне 2023 года футболист получил вызов в молодёжную сборную Латвии для участия в квалификационных матчах молодёжного чемпионата Европы. Дебютировал за сборную 20 июня 2023 года в матче против сборной Сан-Марино.